# Nhài hai màu
Cà hoa xanh hay nhài Nhật Bản, lài Nhật, lài hai màu (danh pháp hai phần: Brunfelsia uniflora) là một loài thực vật thuộc họ Solanaceae.
Các tên đồng nghĩa:
- Brunfelsia hopeana (Hook.) Benth.
- Brunfelsia mutabilis (Jacques) A. Vilm.
- Franciscea hopeana Hook.
- Franciscea mutabilis Jacques
- Franciscea uniflora Pohl

## Hình ảnh

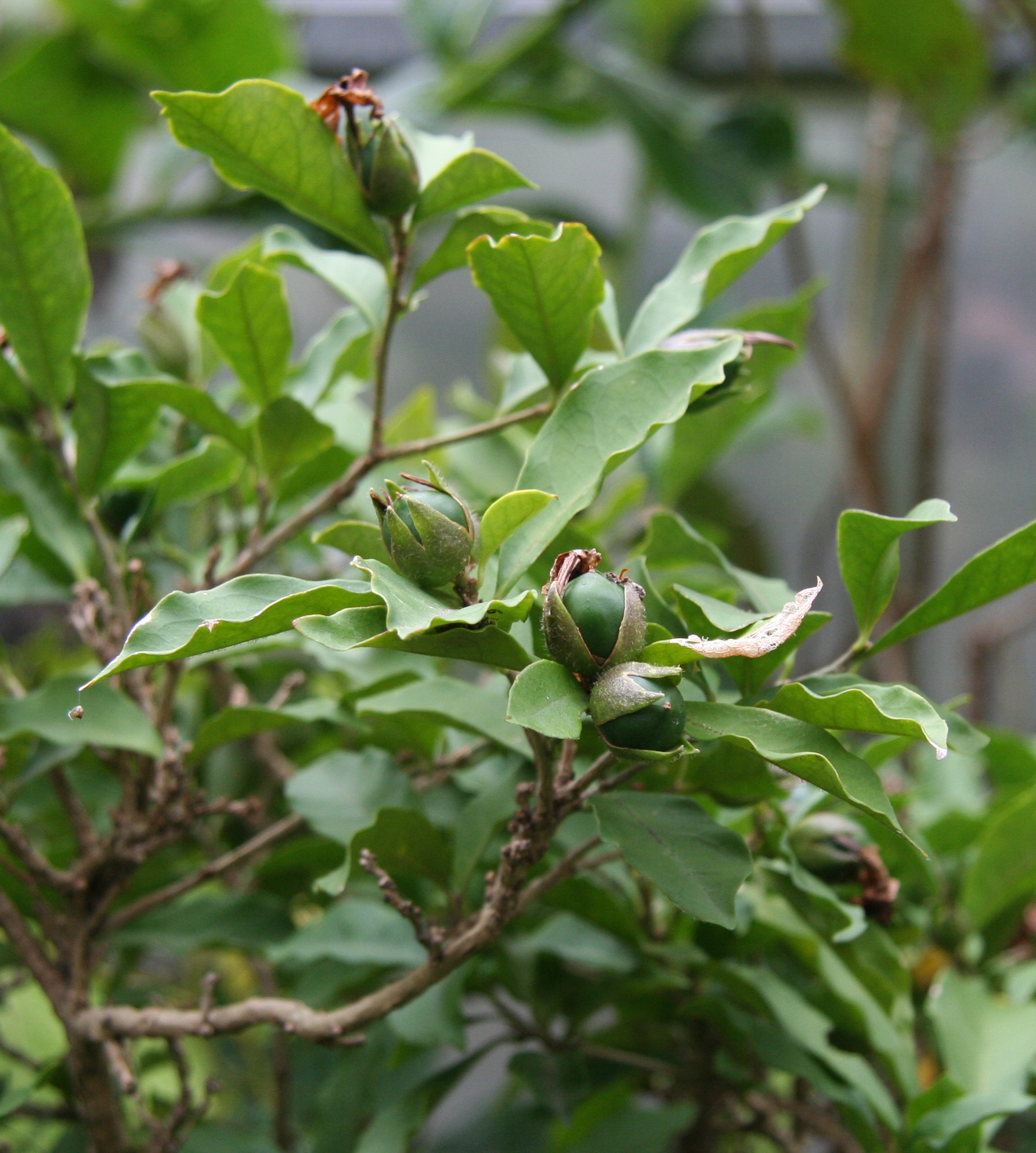
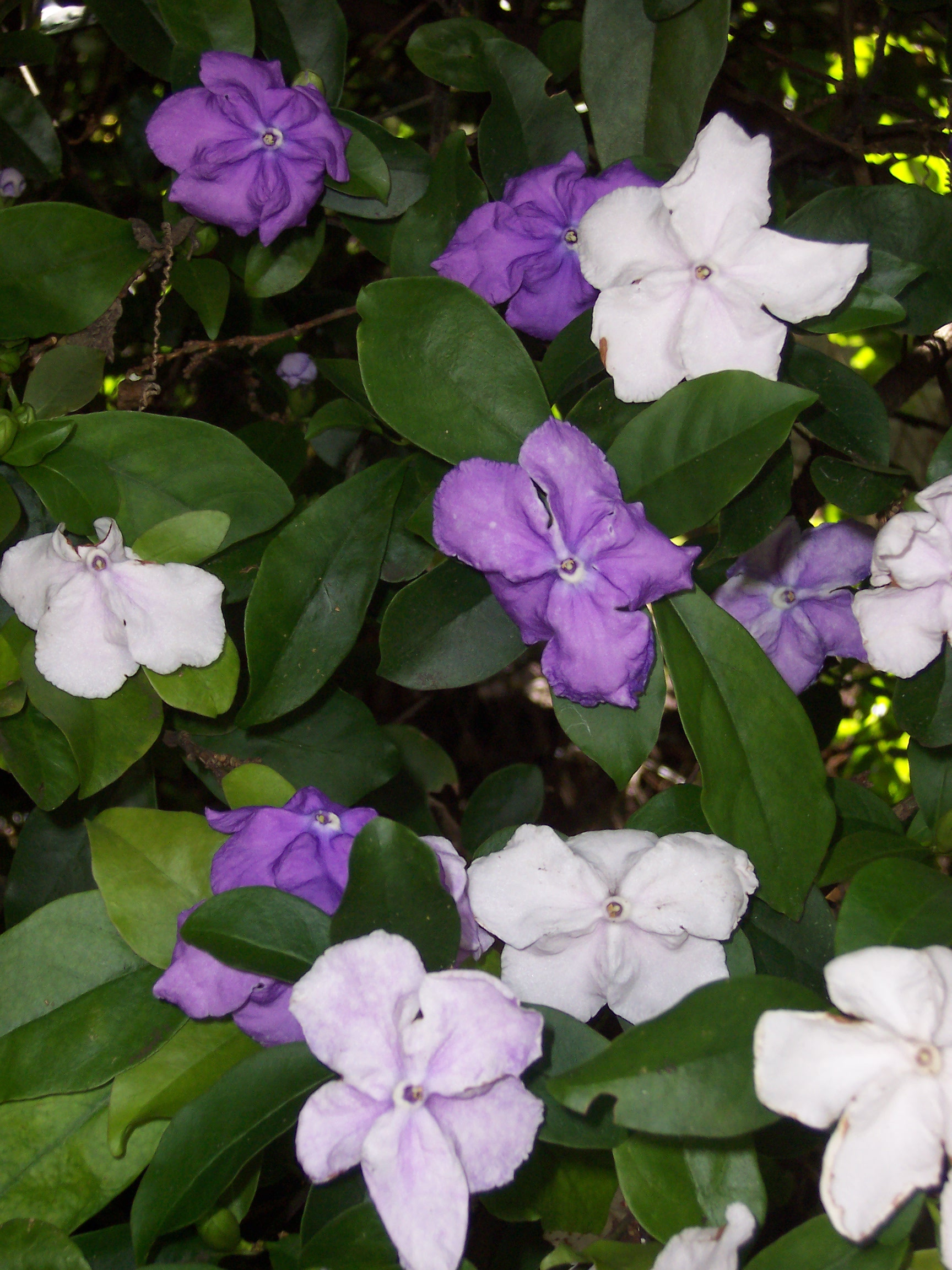
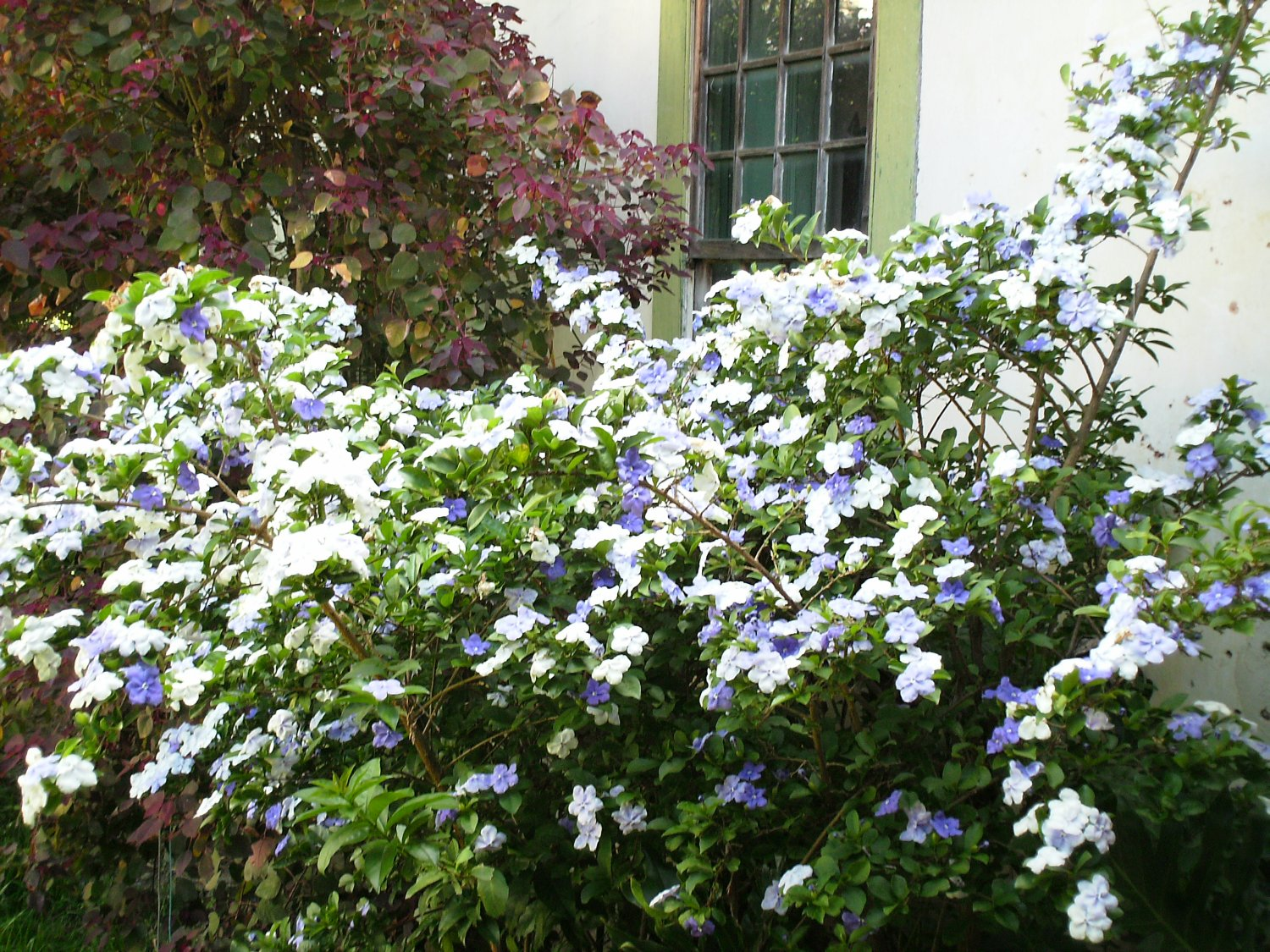
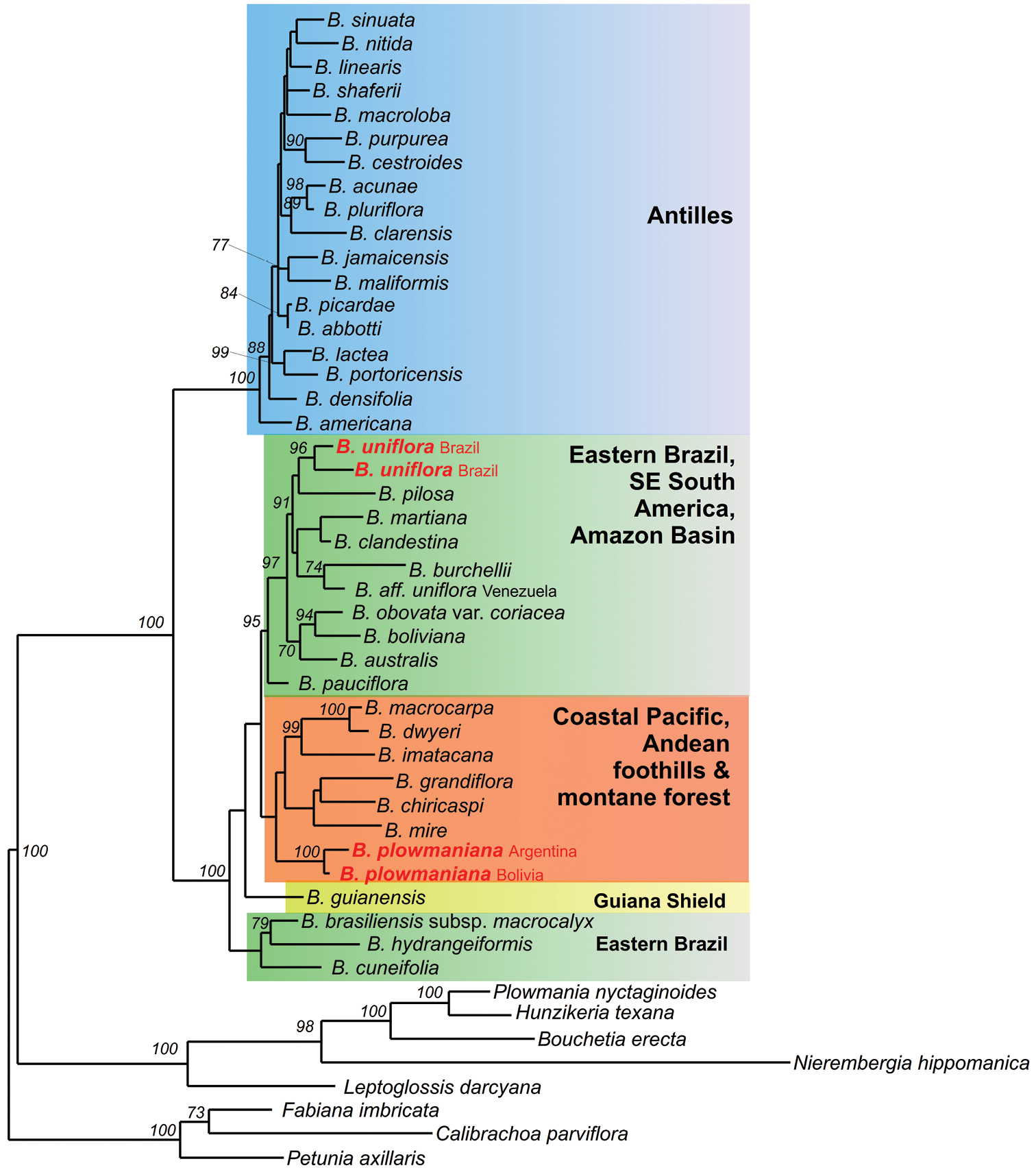